# 池田回生病院
池田回生病院（いけだかいせいびょういん）は、医療法人互恵会が大阪府池田市建石町に設置する病院。

## 概要
救急告示病院であり、ISO9001を取得している。 

## 診療科
- 内科[2]
- 消化器内科[2]
- 循環器内科[2]
- 糖尿病内科[2]
- 神経内科[2]
- 心療内科[2]
- 外科[2]
- 消化器外科[2]
- 肛門外科[2]
- 整形外科[2]
- 皮膚科[2]
- アレルギー科[2]
- 眼科[2]
- 耳鼻咽喉科[2]
- 放射線科[2]
- リハビリテーション科[2]

## 医療機関の認定
- 保険医療機関[2]
- 労災保険指定病院[2]
- 生活保護法指定病院(中国残留邦人等の円滑な帰国の促進並びに永住帰国した中国残留邦人等及び特定配偶者の自立の支援に関する法律(平成6年法律第30号)に基づく指定医療機関を含む。)[2]
- 原子爆弾被害者一般疾病医療取扱病院[2]
- 身体障害者福祉法指定医の配置されている医療機関[2]

## 関連施設
- 介護老人保健施設かいせい
- 居宅介護支援センターめぐみ
- 訪問看護ステーションさくら
- 訪問介護ステーションホームケアかいせい

## 交通アクセス
- 阪急宝塚本線「池田駅」より東北へ徒歩約10分(病院送迎バスあり)

## 周辺
- 池田城 三ノ丸跡
- 小林一三記念館
- 逸翁美術館